# 述卿書室古門樓

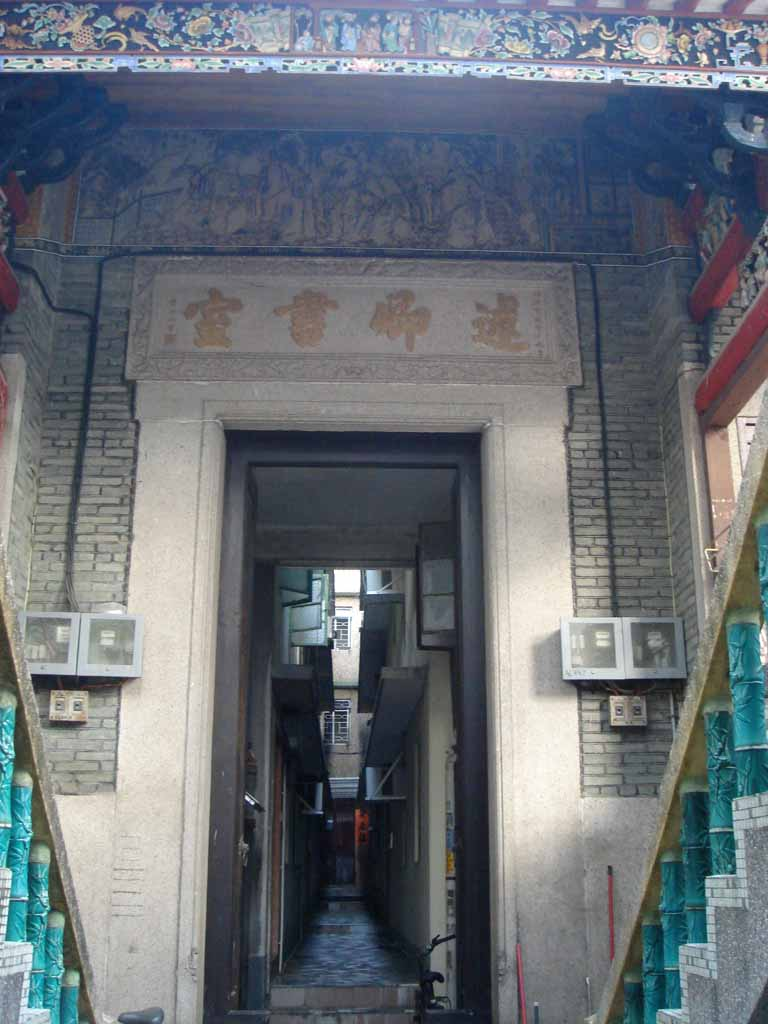
述卿書室古門樓

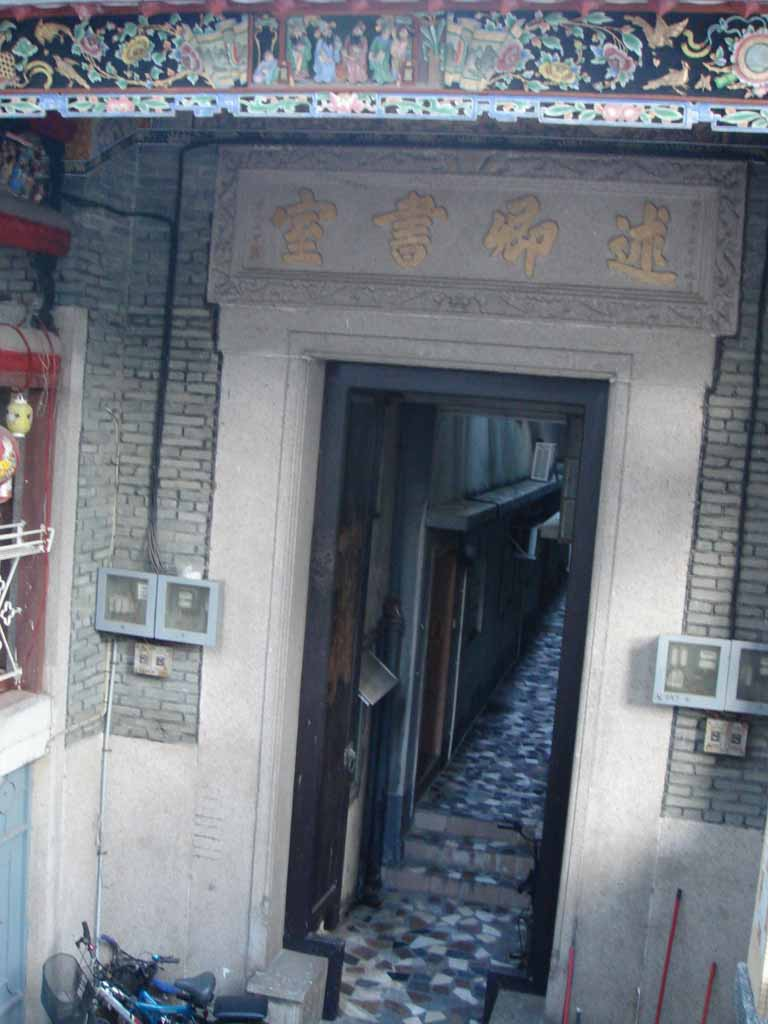

述卿書室古門樓位於香港元朗屏山塘坊村，建於1874年（清同治13年），距今已超過140年歷史，是屏山文物徑的文物之一。
述卿書室由鄧均石興建，是為紀念其父鄧述卿。述卿書室為鄧氏族人修業的地方，妣培養鄧族子弟考取功名，成功登科。述卿書室於1977年被拆卸，現今只餘下門樓及匾額，現時門樓後為住宅。

## 外部連結
- 屏山文物徑 — 書室 （页面存档备份，存于）
- 香港地方 — 述卿書室門樓 （页面存档备份，存于）